# Jagdgeschwader 6
Das Jagdgeschwader 6 „Horst Wessel“ (JG 6) war ein Verband der Luftwaffe im Zweiten Weltkrieg. Es entstand im Juli 1944 durch die Umbenennung des Zerstörergeschwaders 26. Das Geschwader war nach Horst Wessel benannt, einem Sturmführer der SA, der paramilitärischen Kampforganisation der NSDAP. Nachdem Wessel von KPD-Mitgliedern getötet worden war, stilisierte ihn die NS-Propaganda zu einem „Märtyrer der Bewegung“. Wessel war Verfasser des Horst-Wessel-Lieds, das kurz nach seinem Tod zur Parteihymne der NSDAP wurde. Von 1933 bis 1945 bildete es im Anschluss an das Deutschlandlied den zweiten Teil der deutschen Nationalhymne. Aufgrund dieses Ehrennamens waren die Geschwaderangehörigen berechtigt am rechten Unterarm einen Ärmelstreifen mit der Aufschrift „Geschwader Horst Wessel“ zu tragen.

## Geschichte

### Aufstellung
- Die I. Gruppe des Jagdgeschwaders 6 entstand im Juli 1944 durch die Umbenennung der I. / Zerstörergeschwader 26 in Königsberg-Devau.
- Die II. Gruppe des Jagdgeschwaders 6 entstand im Juli 1944 durch die Umbenennung der II. /Zerstörergeschwader 26 in Königsberg-Devau.
- Die III. Gruppe des Jagdgeschwaders 6 entstand am 14. Oktober 1944 in Schwerin aus der I. /Jagdgeschwader 5.
- Der Stab des Jagdgeschwaders 6 entstand im Juli 1944 (sowie die I. und II.) in Königsberg-Devau durch die Umbenennung des Stabes des ZG 26 in Stab / JG 6.

### Einsätze

#### Ardennen-Offensive
Ab dem 16. Dezember 1944 beteiligte sich das JG 6 an der Ardennen-Offensive.

#### Unternehmen Bodenplatte
Am 1. Januar 1945 lag die I. Gruppe des JG 6 in Delmenhorst. Am 1. Januar 1945 beteiligte sich die Gruppe am Unternehmen Bodenplatte, einer Luftoffensive der deutschen Luftwaffe auf alliierte Frontflugplätze  in Nordfrankreich, Holland und Belgien. Ziel der Gruppe war der Flughafen Eindhoven in Holland, auf dem schwere Zerstörungen verursacht wurden. Kurz nach diesem Einsatz verlegte die Gruppe an die Ostfront nach Sorau und am 7. Februar 1945 nach Freiwaldau. Bereits am 14. Februar musste die Gruppe nach Cottbus und am 19. Februar nach Welzow verlegen.
Die II. Gruppe des JG 6 lag Anfang 1945 in Quakenbrück. Am 1. Januar 1945 beteiligte sich die Gruppe am Unternehmen Bodenplatte, Ziel der Gruppe war der Frontflugplatz Volkel in Holland, auf dem jedoch nur geringe Zerstörungen verursacht wurden. Nach diesem Einsatz verlegte die Gruppe an die Ostfront nach Sorau und am 10. Februar 1945 nach Welzow.
Die III. Gruppe des JG 6 lag Anfang 1945 in Bissel bei Oldenburg. Am 1. Januar 1945 beteiligte sich die Gruppe am Unternehmen Bodenplatte, Ziel der Gruppe war der Frontflugplatz Volkel in Holland, auf dem jedoch nur geringe Zerstörungen verursacht wurden. Kurz nach diesem Einsatz verlegte die Gruppe an die Ostfront nach Groß-Stein bei Oppeln, von dort aus am 21. Januar nach Ohlau, ein paar Tage später nach Sorau und am 10. Februar 1945 nach Welzow südlich von Cottbus.
Anfang 1945 lag der Stab des JG 6 in Delmenhorst. Am 1. Januar 1945 beteiligte sich das JG 6 und der Geschwaderstab am Unternehmen Bodenplatte, Ziel des Geschwaders war der Frontflugplatz Volkel in Holland, auf dem jedoch nur geringe Zerstörungen verursacht wurden. Kurz nach diesem Einsatz verlegte der Stab und das Geschwader an die Ostfront.

### Auflösung
- Im März 1945 verlegte die I. Gruppe nach Reichenberg, wo sie sich im Mai 1945 auflöste.
- Im März 1945 verlegte die II. Gruppe nach Görlitz, wo sie sich im Mai 1945 auflöste.
- Im April 1945 verlegte die III. Gruppe nach Prag-Rusin, wo sie sich im Mai 1945 auflöste.
- Am 10. Februar 1945 verlegte der Stab nach Welzow und im März 1945 nach Reichenberg. Dort löste er sich ebenfalls im Mai 1945 auf.

## Kommandeure

### Geschwaderkommodore
- Oberstleutnant Johann Kogler, Juli 1944
- Major Gerhard Barkhorn, 16. Januar 1945
- Major Gerhard Schöpfel, 10. April 1945
- Major Richard Leppla, 17. April 1945 – 8. Mai 1945

### Gruppenkommandeure
I. Gruppe
- Hauptmann Willi Elstermann, 1. November 1944 – 2. Februar 1945
- Major Otto Bertram, Februar 1945 – Mai 1945

II. Gruppe
- Hauptmann Willi Elstermann, Juli 44 – 31. August 1944
- Major Johannes Naumann, 1. September 1944 – 30. März 1945

III. Gruppe
- Hauptmann Theo Weissenberger, 14. Oktober 1944
- Major Kühle, November 1944